# ام‌اس آمادئا
ام‌اس آمادئا (به انگلیسی: MS Amadea) یک کشتی است که طول آن ۱۹۲٫۸۲ متر (۶۳۲ فوت ۷ اینچ) می‌باشد. این کشتی در سال ۱۹۹۱ ساخته شد.